# Amari’i Bell
Amari’i Bell (ur. 5 maja 1994 w Burton upon Trent) – jamajsko-angielski piłkarz, występujący na pozycji obrońcy w angielskim klubie Luton Town F.C. oraz w reprezentacji Jamajki. Uczestnik Złotego Pucharu CONCACAF 2021 i 2023.

## Statystyki

### Klubowe
Na podstawie:
| Klub                  | Sezonów | Liga             | Liga  | Liga   | Puchar krajowy | Puchar krajowy | Kontynentalne | Kontynentalne | Suma  | Suma   |
| Klub                  | Sezonów | Liga             | Mecze | Bramki | Mecze          | Bramki         | Mecze         | Bramki        | Mecze | Bramki |
| --------------------- | ------- | ---------------- | ----- | ------ | -------------- | -------------- | ------------- | ------------- | ----- | ------ |
| Birmingham City F.C.  | 1       | EFL Championship | 1     | 0      | 0              | 0              | –             | –             | 1     | 0      |
| Nuneaton Borough F.C. | 1       | National League  | 19    | 0      | 0              | 0              | –             | –             | 19    | 0      |
| Mansfield Town F.C.   | 1       | EFL League Two   | 0     | 0      | 0              | 0              | –             | –             | 0     | 0      |
| Swindon Town F.C.     | 1       | EFL League One   | 10    | 0      | 1              | 0              | –             | –             | 11    | 0      |
| Gillingham F.C.       | 1       | EFL League One   | 7     | 0      | 0              | 0              | –             | –             | 7     | 0      |
| Fleetwood Town F.C.   | 3       | EFL League One   | 117   | 6      | 21             | 1              | –             | –             | 138   | 7      |
| Blackburn Rovers F.C. | 1       | EFL League One   | 12    | 0      | 9              | 0              | –             | –             | 99    | 3      |
| Blackburn Rovers F.C. | 3       | EFL Championship | 78    | 3      | 9              | 0              | –             | –             | 99    | 3      |
| Luton Town F.C.       | 2       | EFL Championship | 90    | 2      | 9              | 0              | –             | –             | 104   | 2      |
| Luton Town F.C.       | 1       | Premier League   | 7     | 0      | 9              | 0              | –             | –             | 104   | 2      |
|                       | Łącznie | Łącznie          | 351   | 13     | 39             | 1              | 0             | 0             | 390   | 14     |

### Reprezentacyjne
Na podstawie:
| Występy i gole w reprezentacji | Występy i gole w reprezentacji | Występy i gole w reprezentacji | Występy i gole w reprezentacji | Występy i gole w reprezentacji | Występy i gole w reprezentacji | Występy i gole w reprezentacji | Występy i gole w reprezentacji | Występy i gole w reprezentacji |
| Lp.                            | Data                           | Miasto                         | Przeciwnik                     | Wynik                          | Czas                           | Gole                           | Inne                           | Rozgrywki                      |
| ------------------------------ | ------------------------------ | ------------------------------ | ------------------------------ | ------------------------------ | ------------------------------ | ------------------------------ | ------------------------------ | ------------------------------ |
| 1.                             | 25.03.2021                     | Wiener Neustadt                | Stany Zjednoczone              | 1:4 (0:1)                      | 1'–90'                         |                                |                                | mecz towarzyski                |
| 2.                             | 07.06.2021                     | Miki                           | Serbia                         | 1:1 (1:0)                      | 1'–90'                         |                                |                                | mecz towarzyski                |
| 3.                             | 13.07.2021                     | Orlando                        | Surinam                        | 2:0 (2:0)                      | 1'–90'                         |                                | 90'                            | Złoty Puchar 2021              |
| 4.                             | 17.07.2021                     | Orlando                        | Gwadelupa                      | 2:1 (1:1)                      | 1'–70'                         |                                |                                | Złoty Puchar 2021              |
| 5.                             | 21.07.2021                     | Orlando                        | Kostaryka                      | 0:1 (0:0)                      | 60'–90'                        |                                |                                | Złoty Puchar 2021              |
| 6.                             | 08.06.2022                     | Kingston                       | Surinam                        | 3:1 (2:1)                      | 1'–90'                         |                                |                                | Liga Narodów CONCACAF          |
| 7.                             | 15.06.2022                     | Kingston                       | Meksyk                         | 1:1 (1:1)                      | 1'–90'                         |                                | 48'                            | Liga Narodów CONCACAF          |
| 8.                             | 28.09.2022                     | Nowy Jork                      | Argentyna                      | 0:3 (0:1)                      | 1'–90'                         |                                |                                | mecz towarzyski                |
| 9.                             | 27.03.2023                     | Meksyk                         | Meksyk                         | 2:2 (2:2)                      | 1'–90'                         |                                |                                | Liga Narodów CONCACAF          |
| 10.                            | 15.06.2023                     | Kingston                       | Katar                          | 1:2 (0:2)                      | 1'–90'                         |                                |                                | mecz towarzyski                |
| 11.                            | 19.06.2023                     | Wiener Neustadt                | Jordania                       | 1:2 (1:0)                      | 1'–60'                         |                                |                                | mecz towarzyski                |
| 12.                            | 25.06.2023                     | Chicago                        | Stany Zjednoczone              | 1:1 (1:0)                      | 1'–65'                         |                                |                                | Złoty Puchar 2023              |
| 13.                            | 03.07.2023                     | Santa Clara                    | Saint Kitts i Nevis            | 5:0 (2:0)                      | 1'–90'                         |                                |                                | Złoty Puchar 2023              |
| 14.                            | 09.07.2023                     | Cincinnati                     | Gwatemala                      | 1:0 (0:0)                      | 1'–90'                         | 1                              |                                | Złoty Puchar 2023              |
| 15.                            | 13.07.2023                     | Paradise                       | Meksyk                         | 0:3 (0:2)                      | 1'–90'                         |                                |                                | Złoty Puchar 2023              |
| 16.                            | 08.08.2023                     | Kingston                       | Honduras                       | 1:0 (0:0)                      | 1'–90'                         |                                |                                | Liga Narodów CONCACAF          |
| 17.                            | 13.09.2023                     | Kingston                       | Haiti                          | 2:2 (0:2)                      | 1'–90'                         |                                |                                | Liga Narodów CONCACAF          |

## Sukcesy
Na podstawie:
Brak ważniejszych osiągnięć.